# Mary Dee
Mary Dudley (nacida Mary Elizabeth Goode; 8 de abril de 1912 – 17 de marzo de 1964), conocida como Mary Dee, fue una disc jockey estadounidense que es ampliamente considerada la primer disc jockey mujer afroamericana en los Estados Unidos. Creció en Homestead, Pensilvania, y luego estudió en la Universidad de Howard durante dos años. Después de tener su familia, asistió a la Si Mann School of Radio en Pittsburgh, y el 1 de agosto de 1948 salió al aire en WHOD radio. Ganando atención nacional, Dee transmitió desde una tienda, "Studio Dee", en el distrito de la colina de Pittsburgh de 1951 a 1956. Trasladó su programa, Movin' Around with Mary Dee, a Baltimore y lo transmitió desde la estación WSID entre 1956 y 1958. En 1958, se mudó a Filadelfia y presentó Songs of Faith en WHAT hasta su muerte en 1964.
Dee es considerada pionera en el desarrollo del formato de radio que combina la cobertura de asuntos comunitarios con música y noticias. Fue una de las dos primeras mujeres negras admitidas en la Association of American Women in Radio and Television, y tuvo éxito en hacer campaña para que la organización renunciara a las reuniones en instalaciones segregadas. Durante su vida recibió numerosos premios por su trabajo cívico. En 2011 fue homenajeada póstumamente con el Thomas J. MacWilliams Lifetime Achievement Award de la Media Association of Pittsburgh.

## Primeros años y educación
Mary Elizabeth Goode nació el 8 de abril de 1912 en Homestead, Pensilvania, hija de Mary Elizabeth (née Hunter) y William H. Goode. Sus dos padres eran hijos de esclavos y de Virginia. Después de su matrimonio en 1904, la pareja emigró a Pittsburgh, donde William trabajó para U.S. Steel. Entre sus hijos estaban James, quien operaba la Goode Real Estate Company, una de las primeras empresas inmobiliarias operadas por un hombre negro en Pittsburgh; William, quien era dueño de Goode Pharmacy, una farmacia abierta las 24 horas; Mal, primer corresponsal de televisión negro, que trabajó para ABC News; Ruth, que trabajó en la farmacia de su hermano y más tarde dirigió una guardería en McKeesport; y Allan, que trabajó en la agencia de noticias Wylie Avenue y fue un veterano del ejército.
La educación era importante para la familia y cinco de los seis niños asistían a la universidad. Goode creció en Homestead y se graduó de la Homestead High School, antes de asistir a la Universidad Howard durante dos años. A mediados de la década de 1930 contrajo matrimonio con Franklin C. Dudley, un trabajador del acero, con quien tuvo cuatro hijos; Yvonne, las gemelas Sherwood y Sherlynn, y Franklin C. Jr. ; pero la pareja se divorció más tarde. En 1947, Dudley se matriculó en la Si Mann School of Radio en Pittsburgh, graduándose con honores.

## Carrera

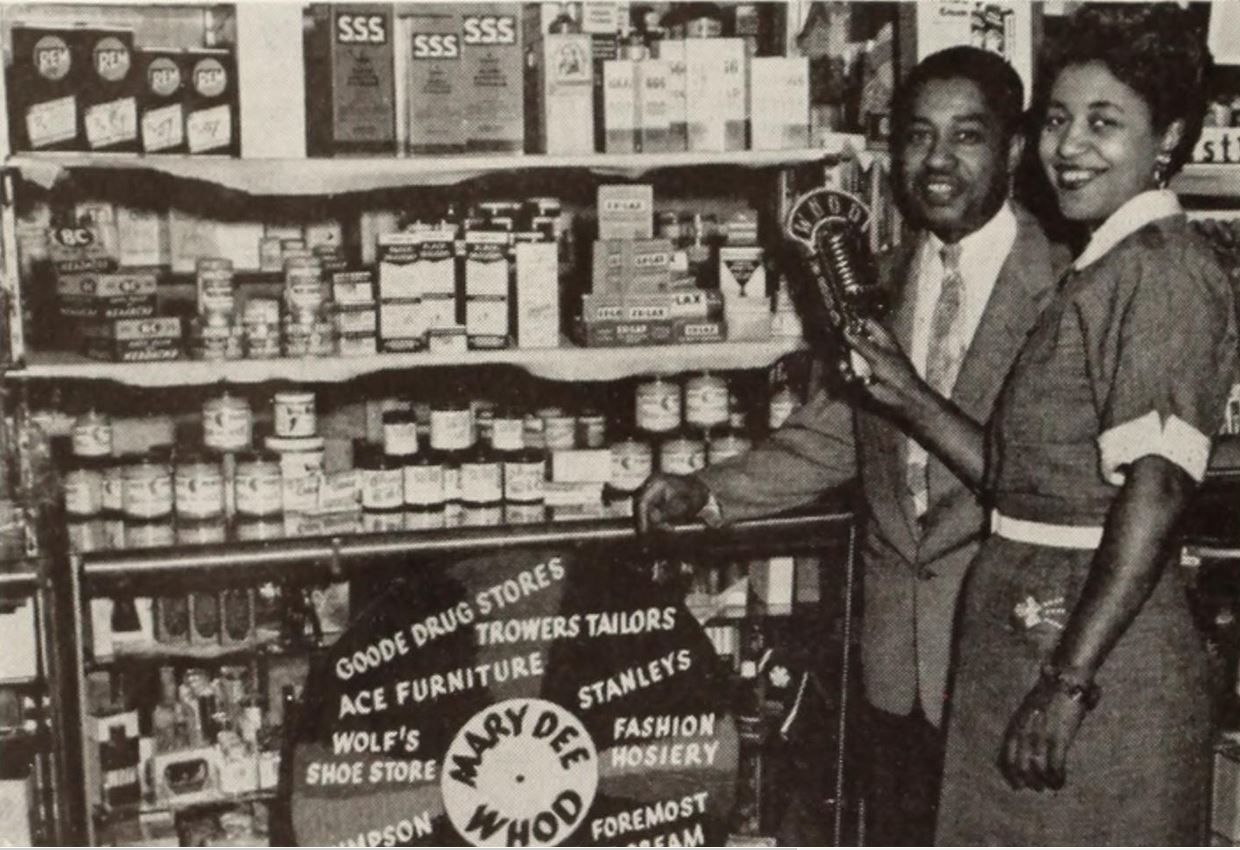
William Goode y Mary Dee, foto publicitaria de 1954

En 1948, cuando se fundó WHOD en Homestead, Dudley solicitó un trabajo, pero no fue contratado. Se acercó al gerente de la estación, quien le dijo que la contrataría a título experimental si podía conseguir un patrocinador. Capaz de conseguir apoyo, Dudley salió al aire como Mary Dee el 1 de agosto de 1948. Su primera emisión se dedicó a anunciar un calendario de eventos para las mujeres negras de la zona. En pocos días, su franja horaria se amplió a un segmento de 15 minutos llamado Movin' Around with Mary Dee y luego a 30 minutos. La primavera siguiente, se aumentó a un espectáculo de una hora. En su primer aniversario, la franja horaria se había ampliado a una hora y media, a dos horas en su segundo aniversario y a cuatro horas en su cuarto año en el negocio. A pesar del modesto rango de recepción, a 250 vatios durante el día, Dee obtuvo un gran número de seguidores, recibiendo más de 150 cartas por día. Sus fans cruzaron líneas de color, particularmente con respecto a su segmento de música gospel. Recibía correo tanto de negros como de blancos, y tenía patrocinadores tanto en blanco como en negro.

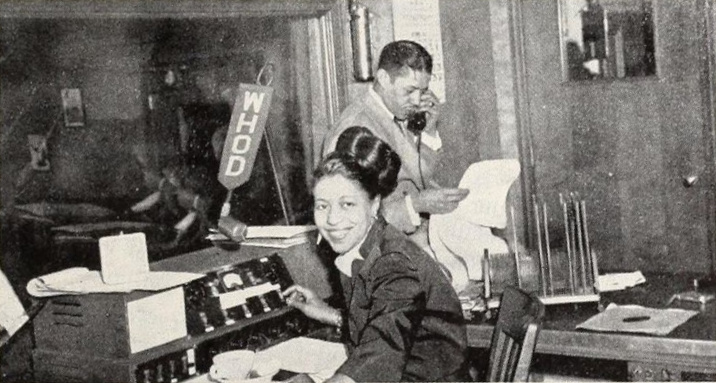
Dee y su hermano Mal en su estudio de WHOD en 1952

Dee fue pionera en un formato de radio que combinaba la cobertura de los asuntos comunitarios con música y noticias. Ella trajo a su hermano Mal, en ese entonces reportero del Pittsburgh Courier, para hacer un segmento sobre las noticias que cubrían las palizas de la policía, viviendas pobres, temas de segregación y otras barreras legales para los negros. Más tarde trajo a Hazel Garland y Toki Schalk Johnson para cubrir artículos de mujeres y tuvo un segmento con adolescentes. Su sección de música dio tiempo al aire a nuevos lanzamientos de artistas afroamericanos, así como talento local. En un segmento de entrevista, Dee habló con una amplia variedad de figuras conocidas como Tony Bennett, Joyce Bryant, Savannah Churchill, Nat King Cole, Eartha Kitt, Nellie Lutcher, Michael Musmanno, Johnnie Ray, y Sarah Vaughan. Su programa terminó con una sección de gospel, "Gospel Train", con música de Mahalia Jackson y otros cantantes religiosos, que los oyentes podían solicitar.
Después de ser reconocida por la revista Ebony en su edición de septiembre de 1950, Dee ganó atención nacional y su propio estudio. En agosto de 1951, "Studio Dee" fue establecido por WHOD en el distrito Hill de Pittsburgh en la esquina de las avenidas Herron y Center. El distrito de la colina era el epicentro de los lugares culturales en Pittsburgh, ofreciendo un ambiente diverso de las artes. En su apogeo (1920–1960), la zona se llamaba a menudo Little Harlem o "Crossroads to the World", para reflejar la amplia gama de expresiones culturales que se encuentran allí. La música era parte integral del crecimiento de las artes y Dee era parte de la escena. Dee recibió solicitudes de fans que podían verla desde una ventana. El estudio se mudó al edificio del Pittsburgh Courier alrededor de 1954. La estación WHOD fue vendida en 1955 y los nuevos propietarios cambiaron la programación a un formato de country y western, y renombraron la estación WAMO en 1956.
Encontrándose sin trabajo, Dee trasladó a sus hijos a Baltimore y comenzó a transmitir Movin' Around with Mary Dee en WSID. En 1958, a Dee se le ofreció un programa en la radio WHAT de Filadelfia. Ella emitió un programa llamado Songs of Faith, con música gospel, durante los siguientes seis años, ganando gran popularidad. También presentó shows de música gospel en vivo y vivió en el barrio de Strawberry Mansion, al norte de Filadelfia.

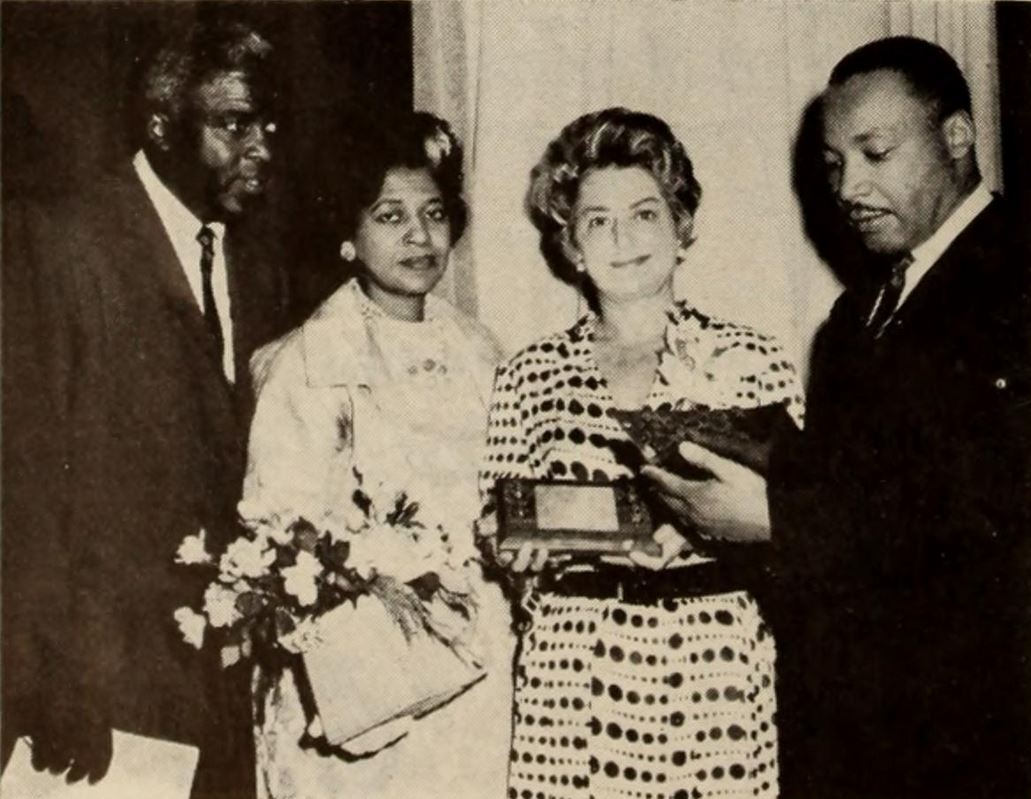
i-d: Jackie Robinson, Mary Dee, la dueña de la estación Dolly Banks, y Martin Luther King Jr., presentación en el Brotherhood Award from the Baptist Ministers' Conference en la estación de radio WHAT, 1962

Como era común para las figuras del entretenimiento, Dee prestó su tiempo a numerosas causas caritativas, a menudo eligiendo trabajar con adolescentes. Ella recaudó dinero para las escuelas y mentó a jóvenes músicos como George Benson para ayudarlos a comenzar sus carreras musicales. Cada mes regalaba discos a centros comunitarios, residencias de jóvenes y centros para veteranos, a menudo totalizando 200 discos por mes. Organizó eventos para recaudar fondos para proyectos de mejoramiento comunitario, recibiendo muchos premios y honores de grupos cívicos. Participó activamente en las asociaciones empresariales Alpha Gamma Chi y Iota Phi Lambda, que tenían por objeto ofrecer mejores oportunidades a las mujeres negras, así como en la NAACP y el National Council of Negro Women. Dee fue una de las dos primeras mujeres negras admitidas en la Association of American Women in Radio and Television, siendo la otra Alma John. En una campaña conjunta, lograron obtener de la organización el compromiso de abstenerse de celebrar reuniones en instalaciones segregadas.

## Muerte y legado
Dee murió el 17 de marzo de 1964, en el Hahnemann University Hospital de Filadelfia debido a un cáncer de colon. Fue honrada con dos servicios funerarios, uno celebrado en la Jones Memorial Baptist Church en Filadelfia, el otro en la Iglesia Bautista Memorial Clark en Homestead, al que asistieron miles de personas. Fue enterrada en el Restland-Lincoln Memorial Park Cemetery en Monroeville, Pensilvania, junto a familiares. La Jones Memorial Baptist Church estableció una beca en su nombre.
Se informa ampliamente de que fue la primera mujer negra disc jockey en los Estados Unidos, aunque rastrear las transmisiones étnicas es difícil en un momento en que había pocas oportunidades para los afroamericanos y otras minorías que a menudo eran ignoradas por los medios. En 2011, Dee fue honrada por la Media Association of Pittsburgh con el Thomas J. MacWilliams Lifetime Achievement Award.

### Citaciones
1. 1 2 3 4  Death Records, 1964.
2. 1 2 3 4 5 6  Cloonan, 2013.
3. ↑  The Pittsburgh Courier, 1962, p. 4.
4. 1 2 3  Johnson, 1954, p. 8.
5. ↑  The Pittsburgh Courier, 1962, p. 1.
6. ↑  Hevesi, 1995, p. 17.
7. 1 2  The Pittsburgh Press, 1964, p. 34.
8. 1 2 3 4 5 6 7 8 9 10 11 12 13 14 15  Garland, 1964, p. 1, Section 2.
9. ↑  U.S. Census, 1940, p. 11B.
10. 1 2 3 4 5 6 7 8 9 10 11  The Pittsburgh Sun-Telegraph, 1955, p. 8.
11. ↑  Barlow, 1999, p. 148.
12. ↑  Weigle, 2001.
13. ↑  Young, 2010.
14. 1 2 3  Johnson, 1950, p. 5.
15. 1 2 3 4 5 6 7  Media Association of Pittsburgh, 2011b.
16. ↑  Cohen, 1959, p. 18.
17. ↑  Benz, 2015.
18. ↑  Salamon, 2010, p. 36.
19. ↑  The Baltimore Afro-American, 1956a, p. 7.
20. 1 2 3  The Baltimore Afro-American, 1964, p. 10.
21. ↑  Brewer, 2007, p. 82.
22. ↑  The Baltimore Afro-American, 1956b, p. 3.
23. ↑  The Baltimore Afro-American, 1957, p. 14.
24. ↑  The Pittsburgh Courier, 1950, p. 8.
25. ↑  The Pittsburgh Courier, 1952, p. 10.
26. ↑  Rowe, 1953, p. 18.
27. ↑  Carr, 1953, p. 5.
28. ↑  Garland, 1961, p. 18.
29. ↑  The Pittsburgh Post-Gazette, 1956, p. 23.
30. ↑  The Pittsburgh Post-Gazette, 1960, p. 19.
31. ↑  
Garland, 1964, p. 1, Section 2; Johnson, 1985, p. 9; Cho, Kucan y Raney, 2020, p. 295; The Pittsburgh Post-Gazette, 2013.
32. ↑  Grame, 1980, pp. 113–114.
33. ↑  Pruter, 1992, p. 24.
34. ↑  Media Association of Pittsburgh, 2011a.